# IS-4
IS-4（ロシア語: ИС-4）はソビエト連邦が第二次世界大戦後期に開発し、戦後に運用した重戦車である。
日本語文献においては英語やドイツ語の表記に従ってIS-4もしくはJS-4と表記されることもある。

「IS/JS」とはヨシフ・スターリン (Iossif Stalin/Joseph Stalin ) のイニシャルであり、そのためスターリン4型重戦車などと呼称されることもある。
- 本文中においては表記は「IS」として統一する。

## 概要
L.S.トロヤーノフ技師とMVTUの特別技術チームにより、本車の開発はオブイェークト703（IS-3）よりもかなり早い1943年7月から始まっているが、計画の進行が加速化したのは1944年春からであった。1944年4月、オブイェークト701 No.0試作車が完成、キーロフスキー工場における機動試験で、延べ1230 kmを走破した。翌月までに改良型エンジンを搭載したNo.1とNo.2の二輌の試作車が完成し、前者には（100 mm戦車砲S-34の口径拡大版である）122 mm戦車砲S-34-Pを、後者には100 mm戦車砲S-34-1が装備され、試験が行われた。しかし弾頭・薬莢一体式で長い100 mm砲弾は車内に僅か11発しか搭載できず、量産型では対装甲威力で劣るものの、弾薬のストックが充分にあった従来型の122 mm砲D-25Tが採用されている。その後、車体側面上部の傾斜を大きくしたNo.3、9月にはN0.4が作られ、年内までに車体前面上部装甲を140 mmに強化しDT-25を載せたNo.5、S-34-Pを載せたNo.6が完成。性能改善の努力が続けられたが大戦終結までに間に合わず、ようやく戦後の1946年9月29日にIS-4として制式採用された。
本車はIS-2重戦車を大型化・重装甲化し、V型12気筒にスーパーチャージャーを付けて出力強化したエンジンを搭載したもので、その冷却機構はドイツ軍のパンターを参考にしており、グリルの形状が類似している。
重武装・重装甲の代償として重量があるため扱いやすい戦車にはなり得ず、IS-3の2.84倍というコストの高さと、続くT-10の採用もあって、1949年4月までに219輌が量産されたが、比較的短期の運用の後、退役した。

## 構成
基本的にIS-2の発展型であるが、そのデザインにはドイツ軍重戦車の影響も見てとれる。
それまでの多くのソ連重戦車に課せられた「重量46 t以下」という制限は撤廃されており、そのため車内容積に余裕があり、居住性や操作性が改善されている。主砲弾薬庫の位置も全て砲塔後部に収納され、ばね式せり出し装置付弾薬ケースにより、重い砲弾の装填が従来より容易になっていた。
IS-2に比べ装甲厚も全方向で大幅に増しており、車体は表面硬化処理された圧延鋼の溶接組み立て、砲塔は鋳造製であった。
主砲は従来のISシリーズと同じ122 mm D-25Tで、旋回だけでなく俯仰も電動モーターで行った。対空及び同軸機銃は口径12.7 mmのDShK重機関銃であった。
独自の回転機構と増幅器を持つ遊星歯車式操行変速装置を搭載していたが、車重が重いこともあり、取り扱いの困難さはそれまでのソビエト製戦車に比べて向上はしていなかったとされる。

## 運用
IS-4はソ連軍のみで運用され、同盟国への供与は無かった。また朝鮮戦争の勃発に伴って国境付近に部隊が集められたものの、実戦参加の記録は無い。現役車両には後にIS-3Mに準じた近代改修が加えられたが、1960年代に全て退役している。
現在では1輌がモスクワ郊外のクビンカ軍事博物館に展示されている。

## IS-5およびIS-6
1944年、IS-3を設計したコーチン技師により、本車に続くISシリーズの重戦車としてIS-5が計画され、オブイェークト253の名称でモックアップが作られた。これは、IS-4以上にパンターの影響の強いもので、傾斜した圧延鋼板の溶接車体に大型転輪、IS-2のものを大型化したような砲塔を載せていた。
この車両の最大の特徴は、ドイツのエレファント（フェルディナント）重駆逐戦車と同様の、大重量の戦車でも複雑な操行装置を用いずに容易に変速可能なハイブリッド（ガス・エレクトリックではなくディーゼル・エレクトリック）エンジン駆動による電気式変速装置を用いるものとしたことである。
ツィタデレ作戦の際に捕獲されたフェルディナントを研究したデータを元に制作されたハイブリッド式駆動装置を搭載した試作車両はオブイェークト253改めIS-5と命名されたが、完成した試作車には充分な信頼性がないと評価され、最初の試験中に過熱による大爆発を起こした。
事故原因の究明の結果、変速装置の冷却能力が著しく不足していることが判明したが、変速装置を始め駆動装置に充分な冷却機能を持たせると、駆動装置全体が大型かつ大重量になり過ぎて戦車全体の重量が到底実用に耐えないレベルに増大すると判斷され、ハイブリッド機構の搭載は断念された。
IS-6の開発はIS-4の通常型ディーゼルエンジンと機械式トランスミッションを搭載したオブイェークト252として再開され、試作車も製作されたが、車重に対して駆動装置の能力が不足しており満足な性能を発揮できず、そもそもIS-4と同じ従来型の駆動装置を用いるのでは新型車両開発の意味がない、として開発計画は中止された。
IS重戦車シリーズの開発はその後も続行されたが、1945年夏より計画された「オブイェークト260」（1948年にIS-7として完成）も重量過大の上性能面で問題が多いとして量産には至らず、次に開発されたIS-8（後に「T-10重戦車」と改名）の採用・量産をもって完結した。

## 登場作品
『WarThunder』
ランク5、ソ連重戦車ツリーにて開発可能。
『World of Tanks』
ソ連重戦車IS-4として開発可能。